# Arctoscelis epinyctia
Arctoscelis epinyctia är en fjärilsart som beskrevs av Edward Meyrick 1894. Arctoscelis epinyctia ingår i släktet Arctoscelis och familjen praktmalar, Oecophoridae. Inga underarter finns listade i Catalogue of Life.